# Aaron Ashmore
Aaron Richard Ashmore (Richmond, 7 ottobre 1979) è un attore canadese.
Noto per il ruolo di Jimmy Olsen nella serie televisiva Smallville.

## Biografia
Figlio di Linda, una casalinga, e Rick Ashmore, direttore di un centro manifatturiero, Aaron ha frequentato la Turner Fenton Secondary School. Ha un fratello gemello, Shawn Ashmore (il Bobby Drake/Uomo Ghiaccio della trilogia X-Men, 2000; X-Men 2, 2003; X-Men: The Last Stand, 2006; X-Men - Giorni di un futuro passato, 2014).
La sua carriera di attore è iniziata nel 1991 con una piccola parte nel film Di coppia in coppia. In seguito, è stato chiamato in alcune serie TV come Hai paura del buio?, Due South, Il famoso Jett Jackson, Nikita ed Emily of New Moon.
Nel 2001 recita nel film La sicurezza degli oggetti mentre nel 2002 ottiene una parte in The Skulls II ed è protagonista del cortometraggio Safe due anni dopo. Tra il 2004 ed il 2006 recita in numerosi episodi di serie televisive di successo: West Wing - Tutti gli uomini del Presidente, Missing, Veronica Mars e Smallville. In quest'ultima interpreta il fotografo Jimmy Olsen che lavora per il Daily Planet di Metropolis. Nel 2007 un ruolo minore per lui nel film drammatico The Stone Angel, mentre nel 2008 recita in Thomas Kinkade's Home for Christmas.
Nel 2011 entra a far parte della serie tv Warehouse 13 3ª stagione, dove interpreta Steven, un ragazzo che riesce a capire chi mente solo guardandolo negli occhi con un intuito infallibile. Diventa "La Nuova Myka" come viene chiamato da Peter. Nel 2015 invece entra a far parte della serie Killjoys.
Nel 2023 entra nel cast della seconda stagione della serie tv di Netflix Ginny & Georgia nel ruolo di Gil Timmins, l'ex violento fidanzato di Georgia.

## Vita privata
Il 20 giugno 2014, ha sposato Zoë Kate.

## Filmografia

### Cinema
- Di coppia in coppia (Married to It), regia di Arthur Hiller (1993)
- La sicurezza degli oggetti (The Safety of Objects), regia di Rose Troche (2001)
- Treed Murray, regia di William Phillips (2001)
- My Brother's Keeper, regia di Jordan Barker (2004)
- Safe, regia di Kris Booth - cortometraggio (2004)
- Palo Alto, CA, regia di Brad Leong (2007)
- The Stone Angel, regia di Kari Skogland (2007)
- La creatura dei ghiacci (The Thaw), regia di Mark A. Lewis (2009)
- Privileged, regia di Jonah Salander (2010)
- The Shrine, regia di Jon Knautz (2010)
- Conception, regia di Josh Stolberg (2011)
- Regression, regia di Alejandro Amenábar (2015)
- The Retreat, regia di Pat Mills (2021)
- Suze, regia di Dane Clark e Linsey Stewart (2023)

### Televisione
- Atto indecente (Gross Misconduct), regia di Atom Egoyan – film TV (1993)
- Hai paura del buio? (Are You Afraid of the Dark?) – serie TV, 2x04 (1993)
- Due South - Due poliziotti a Chicago (Due South) – serie TV, episodio 2x07 (1996)
- Crime in Connecticut: The Story of Alex Kelly, regia di Ted Kotcheff – film TV (1999)
- Love Letters, regia di Stanley Donen – film TV (1999)
- Run the Wild Fields, regia di Paul A. Kaufman – film TV (2000)
- Blackout, regia di James Keach – film TV (2001)
- Il famoso Jett Jackson (The Famous Jett Jackson) – serie TV, episodio 2x23 (2000)
- Hai paura del buio? (Are You Afraid of the Dark?) – serie TV, episodio 2x04 (2000)
- Nikita (La Femme Nikita) – serie TV, episodio 4x11 (2000)
- Twice in a Lifetime – serie TV, episodio 2x12 (2000)
- Una famiglia spezzata (The Familiar Stranger), regia di Alan Metzger – film TV (2001)
- Dying to Dance, regia di Mark Haber (2001)
- Blue Murder – serie TV, episodio 2x01 (2001)
- Emily of New Moon – serie TV, episodio 3x09 (2002)
- L'undicesima ora (The Eleventh Hour) – serie TV, episodi 1x05-3x08 (2002, 2005)
- The Skulls II, regia di Joe Chappelle – film TV (2002)
- Charms for the Easy Life, regia di Joan Micklin Silver – film TV (2002)
- Conviction, regia di Kevin Rodney Sullivan – film TV (2002)
- A Christmas Visitor, regia di Christopher Leitch – film TV (2002)
- The Pentagon Papers - Intrigo ai vertici del potere (The Pentagon Papers), regia di Rod Holcomb – film TV (2003)
- Il sogno di Holly (Brave New Girl), regia di Bobby Roth – film TV  (2004)
- Prom Queen (Prom Queen: The Marc Hall Story), regia di John L'Ecuyer – film TV (2004)
- A Separate Peace - Un segreto incofessabile (A Separate Peace), regia di Peter Yates – film TV (2004)
- A Bear Named Winnie, regia di John Kent Harrison – film TV (2004)
- Veronica Mars – serie TV, 5 episodi (2004-2006)
- West Wing - Tutti gli uomini del Presidente (West Wing) – serie TV, episodi 6x12-6x13 (2005)
- Missing (1-800 MISSING) – serie TV, 10 episodi (2005-2006)
- Smallville – serie TV, 34 episodi (2006-2011) – Jimmy Olsen
- Thomas Kinkade's Home for Christmas, regia di Michael Campus – film TV (2008)
- Private Practice – serie TV, episodio 3x20 (2009)
- Fear Island, regia di Michael Storey – film TV (2009)
- Fringe – serie TV, episodio 3x05 (2010)
- In Plain Sight - Protezione testimoni (In Plain Sight) - serie TV, 6 episodi (2010-2012)
- Warehouse 13 – serie TV, 35 episodi (2011-2014)
- XIII – serie TV, 4 episodi (2011)
- I misteri di Murdoch (Murdoch Mysteries) – serie TV, episodio 5x01 (2012)
- Killjoys – serie TV, 50 episodi (2015-2019)
- Swept Under - Sulle tracce del serial killer (Swept Under), regia di Michel Poulette – film TV (2015)
- Designated Survivor - serie TV, 4 episodi (2019)
- Cardinal – serie TV, 4 episodi (2019)
- Hudson & Rex - serie TV, episodio 2x10 (2019)
- La squadra di Natale - film TV (2020)
- Private Eyes - serie TV, episodio 4x04 (2020)
- Locke & Key – serie TV,  19 episodi (2020-2022)
- Bugie mortali, (Pretty Cheater Deadly Lies), regia di Leo Sherman   – film TV (2021)
- La proposta perfetta (How to Find Forever), regia di John Bradshaw – film TV (2022)
- SkyMed – serie TV, 27 episodi (2022-2025)
- Ginny & Georgia - serie TV, 14 episodi (2023-2025)

## Doppiatori italiani
Nelle versioni in italiano delle opere in cui ha recitato, Aaron Ashmore è stato doppiato da:
- David Chevalier in Una famiglia spezzata, Private Practice, Warehouse 13, In Plain Sight - Protezione testimoni
- Francesco Pezzulli in La sicurezza degli oggetti, XIII
- Nanni Baldini in Veronica Mars, CSI: NY
- Gianluca Cortesi in Designated Survivor, Private Eyes
- Davide Perino in Smallville
- Marco Benvenuto in La creatura dei ghiacci
- Corrado Conforti in Fringe
- Daniele Demma in The Skulls II
- Stefano Sperduti ne I misteri di Murdoch
- Alessio Cigliano in Regression
- Marco Vivio in Killjoys
- Gabriele Sabatini in Locke & Key
- Maurizio Merluzzo in Cardinal
- Lorenzo Scattorin in SkyMed
- Stefano Starna in Ginny & Georgia (st. 2)
- Emanuele Ruzza in Ginny & Georgia (st. 3)